# Округ Ајл ов Вајт (Вирџинија)
Ајл ов Вајт (енгл. Isle of Wight County) је округ у америчкој савезној држави Вирџинија.

## Демографија
По попису из 2010. године број становника је 35.270, што је 5.542 (18,6%) становника више него 2000. године.
| Група             | 2000.          | 2010.          |
| Белци             | 20.992 (70,6%) | 24.969 (70,8%) |
| Афроамериканци    | 8.071 (27,1%)  | 8.712 (24,7%)  |
| Азијати           | 101 (0,3%)     | 281 (0,8%)     |
| Хиспаноамериканци | 254 (0,9%)     | 658 (1,9%)     |
| Укупно            | 29.728         | 35.270         |